# Erdmann Kopernikus
Erdmannus Kopernikus (auch: Copernicus; * Gransee in der Mark Brandenburg; † 25. August 1573 in Frankfurt (Oder)) war ein deutscher Dichter, Komponist und Jurist.

## Leben
Kopernikus hatte sich am 4. Mai 1545 an der Universität Wittenberg als Ertmannus Copernicus Granselensis immatrikuliert, hier absolvierte er am 25. Februar 1546 den akademischen Grad eines Magisters der Philosophie. Er wechselte im Wintersemester 1546/47 an die Brandenburgische Universität Frankfurt. Nachdem er Schulrektor in der Neustadt Brandenburg gewesen war, setzte er 1556 eine juristische Ausbildung an der Universität Wittenberg fort und wurde dann in Frankfurt auf Empfehlung von Philipp Melanchthon Professor der Institute.
Kopernikus war im Wintersemester Vizerektor, promovierte am 21. April 1573 zum Doktor der Rechte und war im Sommersemester 1573 Rektor der Alma Mater. Bei den Studenten sei der Rektor so beliebt gewesen, dass sie für ihn bei Kurfürst Joachim II. (1505–1571) für eine Erhöhung seines Gehaltes warben. Posthum wurden 1575 seine Hymnen veröffentlicht.
Sein teils latinisierter Name wird in mehreren Schreibweisen angegeben, als Erdmann/Erdmannus/Ertmannus/Erdmanus Kopernikus/Copernicus.

## Werke
- Hymni Ambrosii, Sedulii, Propertii et aliorum, quator vocum.
- Gedichte. In: Petrus Albinus, 1535–1598. Meißnische Land vnd Berg-Chronica. Dresden. 1589 (Commend. poems 448) by Erdmannus Copernicus microformguides.gale.com (PDF; 1,1 MB).
- Johannes Schosser: Elegia Viadri ad albim continens gratulationem … Eichorn, 1560.
- Ludolph Schrader: Gamēlion Erdmani Copernici scriptum, … Eichorn, 1560.
- Oratio de prima ivris origine progressionibus & incrementis …, Eichorn, 1561.
- Michael Haslobius, Henricus Iagow: In honorem clarissimi viri … Eichorn, 1563.